# Grünkraut
Grünkraut è un comune tedesco di 3 196 abitanti situato nel land del Baden-Württemberg.